# Катедрали на културата
„Катедрали на културата“ (на английски: Cathedrals of Culture) е документален филм от 2014 г. на режисьорите Вим Вендерс, Карим Айноуз, Маргарет Олин, Михаел Главогер, Михаел Медсен и Робърт Редфорд.
Филмът представлява мащабен 3D проект с подзаглавие „Ако сградите можеха да говорят, какво биха казали за нас?“, в който се представят шест различни разказа за шест впечатляващи в архитектурно отношение сгради. Инициатор и изпълнителен продуцент на филма е Вим Вендерс. Идеята му се заражда след като Вендерс режисира късометражния филм „Ако сградите можеха да говорят“ от 2010 г. Премиерата на филма е през 2014 г. на 64-тия Международен филмов фестивал „Берлинале“. Премиерата му в България е на 16 март 2015 г. по време на XIX Международен филмов фестивал София Филм Фест.
| сграда                                    | режисьор        | снимка на сградата |
| ----------------------------------------- | --------------- | ------------------ |
| Берлинска филхармония                     | Вим Вендерс     |                    |
| Националната библиотека в Санкт Петербург | Михаел Главогер |                    |
| Затвор „Халден“ в Халден, Норвегия        | Михаел Медсен   |                    |
| Институт по биология Солк в Калифорния    | Робърт Редфорд  |                    |
| Операта в Осло                            | Маргарет Олин   |                    |
| Център „Жорж Помпиду“ в Париж             | Карим Айноуз    |                    |